# Port en eau profonde de Kribi
Le Port en eau profonde de Kribi est un complexe situé à 35 km sud de la cité balnéaire de Kribi sur la côte camerounaise, il borde le golfe de Guinée et l'Océan Atlantique.

## Histoire
La décision du gouvernement camerounais de construire le port sur le site de Mboro intervient en 2008 avec la mise en place du comité de pilotage. La réalisation des travaux est confiée à la China Harbour Engineering Compagny (CHEC). Les travaux de construction débutent en 2012. Les premiers navires sont accueillis en 2014, l'accostage d'un navire à grand tirant d'eau intervient en mars 2018.

## Situation
Le port en eau profonde de Kribi se trouve à proximité des principaux sites d’extraction minière du Cameroun. 
Il permet de désengorger le port de Douala où les délais pour accueillir les navires sont parfois de plusieurs semaines. Mais aussi faire de Kribi un hub portuaire majeur avec plusieurs nouveaux terminaux.
Il est aussi depuis 2003 le débouché de l’oléoduc Tchad-Cameroun.

## Construction

### Objectifs
À terme, cette infrastructure portuaire couvrira une superficie de 26 000 hectares. Elle comprendra : un port général avec terminal à conteneurs, un terminal polyvalent, un terminal aluminium et usine y afférent ; un terminal hydrocarbures associé à une aire de stockage et un terminal céréalier ; un terminal méthanier, et une usine de liquéfaction de gaz naturel. A cela s’ajoutera un port de plaisance, un port de pêche industrielle et une base navale.

### Chronogrammes et réalisations
Tous ces aménagements seront réalisés entre 2012 et 2040, pour un coût total estimé à 6 500 milliards de FCFA. 20 000 emplois directs sont prévus, idem pour les emplois indirects.
Les travaux de construction du port en eau profonde de Kribi ont commencé le 27 décembre 2010 par le lancement des travaux de terrassements généraux pour la réalisation des plateformes devant accueillir les installations portuaires terrestres du port général à Mboro. 60 hectares de forêt ont ainsi été déboisés.
La première phase du port en eau profonde de Kribi a été réceptionnée en avril 2015. Cette réception, qualifiée de technique, consiste en une capacité annuelle de 350 000 EVP (Équivalent vingt pieds) pour l'accueil des navires, et en un terminal polyvalent d’une capacité annuelle de 1 500 000 tonnes.
L’entreprise chinoise CHEC, une entreprise de construction et de génie civil, filiale de CCCC, l’une des 500 plus grandes entreprises chinoises, a livré la première phase du terminal à conteneurs de Kribi, le premier de ce type construit en Afrique centrale, qui dispose d’un quai de 350 mètres et d’une profondeur de 15 mètres.
La deuxième phase de construction, notamment un nouveau quai de 700 mètres sera livré selon le groupe Bolloré[réf. souhaitée], dans un délai maximum de cinq ans.
À terme, le port sera plus grand que celui de Douala et bénéficiera d'une profondeur maritime plus importante pour accueillir de plus gros navires. Son extension est prévue sur cinq ans. Il est prévu également l'aménagement de terminaux spécifiques, entre autres les terminaux aluminium, hydrocarbures, alumine, minéralier, gaz naturel liquéfié, etc.

### Contraintes sociales et environnementales
La construction de ce port pose d'importantes questions environnementales (destruction de centaines d'hectares de forêt tropicale humide à terme, le port devant occuper une superficie de 26 000 ha lorsqu'il sera terminé) et sociales avec le déplacement de groupes pygmées qui vivent actuellement dans l'emprise occupée par le port et dans celles qui sont prévues pour les différentes phases d'extension. Ces groupes ont reçu des compensations financières.

## Entité juridique
Le 29 juin 2016, le Président de la République signe deux décrets portant réorganisation du port autonome de Kribi  modifiant ainsi le deniers textes datant de 1999, 12 ans avant la pose de la première pierre en 2011. Le port de Kribi devient:"une société à capital public, dotée de la personnalité juridique et de l'autonomie financière, ayant l’État comme unique actionnaire.

## Activités

### Exploitation
Un consortium emmené par le groupe Bolloré

a  remporté le contrat de développement et d’exploitation du terminal à conteneurs.
Le port est un enjeu très important pour le consortium franco-chinois qui, a dû mettre sur la table 623,47 millions d’euros pour devancer ses concurrents danois d’APM Terminals et philippin d’International Container Terminal Services.
Le groupe français Necotrans a également obtenu avec Kribi Port Multi Operators, un consortium de 9 opérateurs portuaires camerounais, l’exploitation du terminal polyvalent.

## Équipements & Infrastructures
Le projet de port en eau profonde de Kribi consiste en la réalisation de
- Un port généraliste sur le site de Mboro (35 km de Kribi), avec une jetée protégée de tétrapodes[9].
  - Ce port devrait disposer d’un terminal à conteneur avec quai long de 350 m[10], un terminal aluminium, un terminal hydrocarbures, un terminal polyvalent.
- Un port minéralier sur le site de Lolabé
  - Le port minéralier de Lolabé  devrait disposer d’un appontement pour l’exportation du minerai de fer, d’une usine d’enrichissement de minerai, d’une aire de stockage et  d’une base ferroviaire.
- Un port de plaisance sur le site de Grand Batanga
- Une desserte routière
- Une desserte ferroviaire connectée au réseau intérieur et sous-régional.